# Генеральный откуп
«Генера́льный (главный, всеобщий) о́ткуп» (фр. Ferme générale) — во Франции старого режима компания финансистов, которая в 1726 году получила по договору право сбора королевских податей и других косвенных налогов на откуп (в аренду). Договор возобновлялся каждые 6 лет.
В 1789 году все генеральные откупщики вместе внесли в казну всего 46 млн ливров; между тем известно, что доходы их доходили в 1728 году до 80 млн, в 1762 году — 126 млн, в 1789 году — 138 млн ливров. Понятно, что общество относилось к их хозяйничанью крайне враждебно, и революция тотчас же их отменила, а революционный трибунал 19 флореаля II года (8 мая 1794 года) приговорил всех откупщиков (31 человека) к смерти, кроме одного, вычеркнутого Робеспьером из списка, и приговор был приведен в исполнение. Среди казнённых был откупщик Лавуазье, ныне считающийся основателем современной химии.

## Предыстория
Во Франции с XIII века сбор большей части налогов был отдан частным лицам во всех частях королевства. Условия откупа не подлежали никаким общим нормам; в большинстве случаев король даже не знал, насколько были доходны отдельные статьи, сдававшиеся на откуп.
Генеральные откупщики (fermiers generaux) составляли во Франции (1546—1790) общества, бравшие на откуп косвенные налоги. Ещё Филипп IV Красивый стал вводить откупную систему, но окончательно она установилась при Франциске I, который отдал на откуп в 1546 году соляной налог. Первая попытка упорядочить откупы во Франции сделана была министром Сюлли при Генрихе IV. Сюлли отобрал откупы у их прежних владельцев, соединил по группам схожие предметы откупа и отдельные группы стал отдавать на откуп с торгов; эти меры дали чрезвычайно благоприятные финансовые результаты. В это время составились четыре группы отдававшихся на откуп доходов:
- таможни (fr:Cinq Grosses Fermes),
- акциз на напитки (aides),
- соляной налог (gabelles) в большей части Франции,
- соляной налог в Лангедоке.

Было ещё 18 небольших местных статей откупа.
Кольбер закончил в 1681 г. реформу Сюлли, передав обществу 40 финансистов, за ежегодную сумму в 56 670 тыс. ливров, права, раньше принадлежавшие отдельным откупщикам. В 1726 г. учреждена была «Ferme générale», которой отдавались на откуп все косвенные налоги каждые 6 лет.

## История
При министре Флери (1726) было решено, что в число откупщиков могли входить лишь имевшие грамоту короля на звание генерального откупщика (fermier général).
В 1755 г. число откупщиков было доведено до 60, а в 1780 г. понижено до первоначальной цифры. Компания, в виде гарантии, должна была вносить в казначейство аванс в 90 млн. Все сношения с правительством велись через наёмное лицо, которое подписывало договор; затем оно уступало все свои права компании, довольствуясь пенсией в 4000 ливров. При каждом возобновлении откупа бралось другое подставное лицо. Торги, с 1681 г., возобновлялись каждые 6 лет. Цена откупа в 1738 г. возросла до 91 миллиона, в 1763 г. до 124 млн, в 1774 г. достигла 162 млн. Между откупщиками и казной вёлся постоянный текущий счёт взаиморасчётов, причём казна большей частью вперёд лишала себя права на ежегодные получки, заставляя компанию производить платежи за счёт казны; каждые шесть лет производился окончательный подсчёт и, если собранная компанией сумма превышала сумму, уплаченную в казну течение этого времени в счёт откупа, то государство участвовало в дележе такого излишка, получая половину всей суммы: остальную делили между собою члены компании.

### Сбор доходов с населения
Компания откупщиков сама ведала всей администрацией сбора доходов с населения. Вначале она прибегала к системе вторичного откупа, но контрактом 1755 г. все вторичные откупы, число которых доходило до 250, были упразднены.
Центральное управление откупов было расположено в Париже. В каждой области компанию представляли один или несколько директоров, ежегодно присылавшие в Париж отчёт по делам откупа в своём районе. Под начальством директоров состоял многочисленный персонал «приказчиков» (commis) по делам откупа, изъятый от всяких государственных повинностей и пользовавшийся особым королевским покровительством, чтобы не встречать помех в исполнении своих служебных обязанностей. Приказчики присягали в присутствии интенданта и за утайку собранных денег подлежали строгим наказаниям, даже смертной казни.

### Доходы генерального откупщика
Доходы генерального откупщика состояли в 1775 г. из:
- жалованья в 24 000 ливров,
- 10 % с внесённого в казну миллиона,
- 6 %, с остальной внесённой суммы (560 000),
- подарков.

К этому следует прибавить ещё часть, получавшуюся при дележе излишков, например, в 1774—1780 годах равнявшуюся 250 000 ливров.

### Стена генеральных откупщиков
В 1782 году компания обратились к королю с предложением возвести укрепление вокруг Парижа — городскую стену, сделав проходы исключительно для провоза товаров, необходимых для потребления жителями столицы. После королевского согласия с 1784 года началось строительство стены генеральных откупщиков, протяжённостью 23 км. Стена проходила по периметру нынешних бульваров от площади де Голля к площади Нации (fr:place de la Nation) и просуществовала до 1860 года.

### Доходы королевского двора
Королевское правительство не уменьшало доходов откупщиков, так как король, министры и придворные имели также в них свою часть: двор пользовался ежегодными подарками от откупщиков в 210 000 ливров; многим придворным назначались пенсии из средств генеральных откупщиков и т. д. Эта система вызывала озлобление во французском обществе; публицистика выражала лишь общее мнение, представляя откупщиков как синдикат грабителей, делящих свою добычу с двором.

### Причины народной ненависти
Наиболее сильно, однако, возбуждал неудовольствие сам характер налогов, сдававшихся на откуп, внутренние таможни, отделявшие провинцию от провинции, назойливость и наглость шпионов, содержавшихся откупщиками для выслеживания контрабандистов, строгие наказания контрабандистов (их ссылали на галеры, приговаривали к смерти и т. д.).

### Последующие реформы
Тюрго отменил подарок в 100 000 ливров, который до него делался генеральному контролёру при возобновлении контракта; он добился также постановления, чтобы больше не назначались пенсии из средств откупщиков.
Неккер сохранил откуп лишь для таможен, соляного акциза и табачной монополии; налог на напитки и земельные сборы были отданы на откуп двум другим компаниям (Régie générale и Administration générale des domaines). Эта реформа подняла к 1786 г. доход с косвенных налогов до 242 миллионов; ограничение числа откупщиков дало, кроме того, возможность удалить из их среды самые дурные элементы.

### Упразднение и казни
После Великой французской революции Учредительное собрание в 1789 г. объявило генеральные откупы упразднёнными; 6 комиссаров были назначены для ликвидирования дел по откупам.
В 1793 г. была назначена новая комиссия для рассмотрения дел по откупу; она нашла нужным всех откупщиков, за время последних трёх контрактов, подвергнуть аресту. Один из них, знаменитый химик Лавуазье, написал докладную записку в оправдание действий своих коллег, но доводы его не имели успеха.
19 флореаля II года (8 мая 1794) революционный трибунал приговорил всех откупщиков (31 человека) к смерти, кроме одного, вычеркнутого Робеспьером из списка, и приговор был приведен в исполнение. Приговорённые обвинялись в заговоре против французского народа, помощи врагам нации, примешивании вредных примесей к жизненным припасам, удерживании в своих руках средств, необходимых для государственной обороны.
Уже через год стали раздаваться голоса, что откупщики были осуждены безвинно, и что конфискация их имуществ была неправильной. В 1795 г. была назначена комиссия, которая, после многолетних расследований, пришла к заключению, что откупщики не только не были должны казне 130 миллионов, как утверждали их обвинители в 1793 г., но, напротив, выдали казне вперёд 8 млн (решение 1 мая 1806 г.).